# Santa María del Mercadillo
Santa María del Mercadillo község Spanyolországban, Burgos tartományban. Santa María del Mercadillo Pinilla Trasmonte, Ciruelos de Cervera, Espinosa de Cervera, Valdeande, Tubilla del Lago és Villalbilla de Gumiel községekkel határos. Lakosainak száma 108 fő (2024).

## Népesség
A település népessége az utóbbi években az alábbiak szerint változott:
| Lakosok száma | 186  | 167  | 159  | 150  | 141  | 121  | 109  | 104  | 104  | 108  |
|               | 2001 | 2004 | 2006 | 2009 | 2011 | 2014 | 2016 | 2019 | 2021 | 2024 |